# Campeonato de España de Ciclismo en Ruta 1910
El X Campeonato de España de Ciclismo en Ruta se disputó en Barcelona el 22 de mayo de 1910 sobre un recorrido de 100 kilómetros.
El ganador de la prueba fue José Magdalena, que se impuso en solitario en la línea de llegada. Otilio Borrás y Jaime Durán completaron el podio.

## Clasificación final
| Pos. | Ciclista          | Equipo         | Tiempo    |
| ---- | ----------------- | -------------- | --------- |
| 1.   | José Magdalena    | Montpeó-Dunlop | 3h 35'30" |
| 2.   | Otilio Borrás     | Sanromá        | a 4'50"   |
| 3.   | Jaime Durán       | Sanromá        | a 8'34"   |
| 4.   | Pedro Sorriguieta | -              | a 8'36"   |
| 5.   | Jesús Cuesta      | -              | a 8'40"   |
| 6.   | Lorenzo Oca       | -              | a 8'52"   |
| 7.   | Luis Elizalde     | -              | a 9'04"   |
| 8.   | Manuel Soria      | -              | a 9'30"   |
| 9.   | Amador Ludeña     | -              | a 12'42"  |
| 10.  | Vicente Blanco    | -              | a 13'22"  |